# لويز أنطونيو
لويز أنطونيو (بالبرتغالية: Luiz Antônio Morães‏) (30 نوفمبر 1970 في البرازيل - ) هو مدرب كرة قدم ولاعب كرة قدم برازيلي في مركز الهجوم. لعب مع أتلتيكو براغانتينو وماينتس 05 وميبا ونادي جاز ونادي هلسنكي وTP-47 ‏ وAC Oulu ‏ وSepsi-78 ‏.

## وصلات خارجية
- لويز أنطونيو على موقع قاعدة بيانات كرة القدم.إي يو (الإنجليزية)